# كينيث أندرسون (موسيقي)
كينيث أندرسون (بالإنجليزية: Kenneth Anderson)‏ هو موسيقي أمريكي، ولد في 6 يناير 1958.